# Нётцель, Йоханн
Йоханн Томас Нётцель (англ. Johann Thomas Noetzel; род. 4 апреля 1977, Сиэтл, Вашингтон) — северомарианский футболист, вратарь; тренер.

## Биография
Йоханн Нётцель родился 4 апреля 1977 года в американском городе Сиэтл. 
Играл в футбол на позиции вратаря. Занимался в английской «Астон Вилле».
В 2000 году был игроком американского «Даллас Бёрн», но провёл в MLS только один матч против «Сан-Хосе Эртквейкс» (2:1), пропустив один гол.
Продолжить карьеру на высоком уровне Нётцелю помешала травма.
В 2001—2014 годах играл в чемпионате Северных Марианских Островов за «Тэн Холдингс». 
В 2015 году перебрался в чемпионат Филиппин, где выступал за «Сталлион». В 2016 году вернулся в «Тэн Холдингс», а в 2017 году перебрался в чемпионат Гуама, где стал игроком ИДЛ.
В 2012—2016 годах провёл 9 матчей за сборную Северных Марианских Островов.
В 2011—2012 годах был тренером вратарей футбольной команды Калифорнийского государственного университета «Чико Стэйт». В 2012—2014 годах был техническим директором и главным тренером Футбольной ассоциации Северных Марианских Островов, в 2015—2017 годах — тренером вратарей «Сталлиона». В 2014—2015 и 2018—2020 годах был тренером вратарей сборной Гуама. В феврале 2021 года стал тренером вратарей камбоджийской «Висакхи».